# 첼시 홉스
첼시 홉스(Chelsea Hobbs, 1985년 2월 18일 ~ )는 캐나다의 배우이다.
밴쿠버에서 태어났다.

## 출연 작품
- 준 인 재뉴어리 (2014년) - 베다니 버나드 역
- 컨페션스 오브 어 고고 걸 (2008년)
- The Unknown (2005) - 제니 애커스 역
- 독타운의 제왕들 (2005년)
- 스노우 퀸 (2002년) - 제다 역
- 크리스티나 하우스 (2000년)
- 퍼펙트 바디 (1997년)

### 텔레비전
- 엘 워드 (2007)
- 메이크 잇 오어 브레이크 잇 (2009-11) - 에밀리 크메코 역
- The Holiday Sitter (2022)